# Maelstrom (Epcot)
Cet article concerne une attraction de Disney. Pour l'important courant marin, voir Saltstraumen.
Pour les articles homonymes, voir Maelstrom (homonymie).
Maelstrom est l'ancienne attraction du pavillon Norvège situé le long du World Showcase Lagoon dans le deuxième parc de Walt Disney World Resort, Epcot. Le 12 septembre 2014, Disney annonce Frozen Ever After, une attraction basée sur La Reine des Neiges dans le pavillon de la Norvège à Epcot devant remplacer Maelstrom. L'attraction ferme ses portes le 5 octobre 2014, laissant place à la construction de la future attraction sur le thème de La Reine des neiges.

## Le principe
Maelstrom comprenait :
- une croisière scénique qui emmène les voyageurs dans l'histoire et la mythologie norvégienne
- suivie par la projection d'un film sur la Norvège contemporaine.

## L'attraction
L'attraction est située dans le bâtiment principal de ce pavillon qui reconstitue un village norvégien traditionnel. Les visiteurs embarquent dans une embarcation, reproduction d'un bateau viking. Le bateau traverse un village viking, s'enfonce dans un marais habité de trolls, longe des scènes peuplées d'ours polaires avant de se diriger en arrière vers une chute d'eau (visible de l'extérieur de l'attraction), affronte une tempête océanique dans la Mer du Nord, croise un puits de pétrole off-shore avant de rejoindre le calme d'un port de pêche traditionnel, dernière étape de la croisière. Dans la salle suivante, les visiteurs peuvent visionner un film sur la Norvège tourné au début des années 1980. Cette attraction bénéficie du système FastPass
- Ouverture : 5 juillet 1988[2]*
- Fermeture : 5 octobre 2014[1]
- Conception : WED Enterprises, Intamin
- Débit théorique : 1 920 visiteurs par heure
- Réalisateur du film : Paul Gerber[3]
- Durée :
  - Croisière : 4 min 47 s
  - Film : 5 min
- Longueur de la rivière : 294 m
- Capacité des bateaux : 16 passagers
- Type d'attraction : croisière scénique
- Situation : 28° 22′ 15″ N, 81° 32′ 47″ O

L'imagineer responsable du concept de l'attraction était Joe Rohde.